# Ginnastica ai Giochi della X Olimpiade - Sbarra
La competizione della sbarra maschile di Ginnastica artistica dei Giochi della X Olimpiade si è svolta al Memorial Coliseum di Los Angeles il giorno 11 agosto 1932.

## Risultati
| Pos.    | Atleta              | Nazione     | 1 prova | 2 prova | Totale |
| ------- | ------------------- | ----------- | ------- | ------- | ------ |
| Oro     | Dallas Bixler       | Stati Uniti | 26,6    | 28,4    | 55,0   |
| Argento | Heikki Savolainen   | Finlandia   | 27,5    | 26,7    | 54,2   |
| Bronzo  | Einari Teräsvirta   | Finlandia   | 27,6    | 26,6    | 54,2   |
| 4       | Ilmari Pakarinen    | Finlandia   | 26,2    | 25,6    | 51,8   |
| 4       | István Pelle        | Ungheria    | 25,7    | 26,1    | 51,8   |
| 6       | Michael Schuler     | Stati Uniti | 24,4    | 22,3    | 46,7   |
| 7       | Miklós Péter        | Ungheria    | 24,6    | 20,8    | 45,4   |
| 8       | Mahito Haga         | Giappone    | 19,0    | 18,4    | 37,4   |
| 9       | Ismael Mosqueira    | Messico     | 20,8    | 12,0    | 32,8   |
| 10      | Al Jochim           | Stati Uniti | 24,1    | -       | 24,1   |
| 11      | Savino Guglielmetti | Italia      | 23,9    | -       | 23,9   |
| 12      | Giovanni Lattuada   | Italia      | 22,7    | -       | 22,7   |

1. ↑  La medaglia d'argento è stata assegnata a Savolainen e il bronzo a Teräsvirta per comune accordo tra i due finlandesi.